# 岭春 (南卡罗来纳州)
岭春（英文：Ridge Spring），是美国南卡罗来纳州下属的一座城市。城市类型是“Town”。其面积大约为1.85平方英里（4.79平方公里）。根据2010年美国人口普查，该市有人口737人，人口密度约为每平方 英里398.38人（约合每平方公里158.86人）。